# Luke Wypler
Luke Wypler (Montvale, Nueva Jersey; 3 de mayo de 2001) es un jugador profesional estadounidense de fútbol americano, se desempeña en la posición de center en Cleveland Browns, en la National Football League (NFL).

## Carrera
Hizo su debut profesional con el equipo Cleveland Browns, lleva jugando una temporada, comenzó en el 2023.